# Iglesia della Badia di Sant'Agata
La iglesia de la Badia di Sant'Agata es una iglesia de Catania en la Via Vittorio Emanuele II, en el distrito del Duomo de Catania o Terme Achilliane - Piano di San Filippo.

## Descripción

### Exterior
Está situada frente a la fachada norte de la catedral, y ocupa, junto con el antiguo monasterio anexo (hoy propiedad municipal), toda la manzana delimitada por via Raddusa, via Santa Maria del Rosario y via Sant'Agata. Es uno de los principales monumentos barrocos de la ciudad, diseñado por Giovanni Battista Vaccarini.
El suave lienzo de la fachada, movido por el ritmo de las ondas de luz, capta la atención que de otro modo se distraería con las otras máquinas barrocas del Duomo, la fuente del Elefante y el palacio municipal. El edificio que vemos hoy descansa sobre las ruinas de la antigua iglesia y convento dedicado a Sant'Agata en 1620 por Erasmo Cicala y que se derrumbó debido al terremoto de 1693.

### Interior
Planta de cruz griega con accesos y capillas dispuestas a los lados de un octógono regular. Altares y revestimientos de las salas de mármol amarillo de Castronovo, sobre los pedestales colocados sobre las mesas se colocan estatuas de estuco pulido, en el sentido de las agujas del reloj: San Benedetto, Immacolata Concezione, Sant'Agata, San Giuseppe y Sant'Euplio. Las estatuas de estuco de mármol fueron creadas en 1782 por Giovan Battista Marino, Mario Biondo y Giovan Battista Amato.

#### Hemiciclo derecho
- Capilla de Sant'Euplio. Altar dedicado a San Euplio, diácono y mártir del siglo IV bajo Diocleciano.
- Capilla del Santo Crucifijo.
- Capilla de San José.

#### Hemiciclo izquierdo
- Capilla de San Benedetto. Altar dedicado a San Benito, autor de la Regla Benedictina.
- Entrada lateral izquierda.
- Capilla de la Inmaculada Concepción.

#### Ábside
Capilla de Sant'Agata y altar mayor.

## Monasterio
Monasterio femenino de la Orden Benedictina bajo el título de "Sant'Agata", cedido por la Curia al Municipio después de la Segunda Guerra Mundial, albergó durante décadas la imprenta del periódico Espresso sera y desde 1991 es la sede de el "CSO Auro", además de acoger la sede del periódico I Siciliani un par de años después de la ocupación.